# Saxegothaea conspicua
Saxegothaea conspicua és una espècie de conífera de la família Podocarpaceae, l'única espècie vivent acceptada del gènere monotípic Saxegothaea. És un arbre nadiu del sud-oest de Sud-amèrica. És localment coneguda com a mañío femella a Xile o maniú femella a l'Argentina.

## Descripció

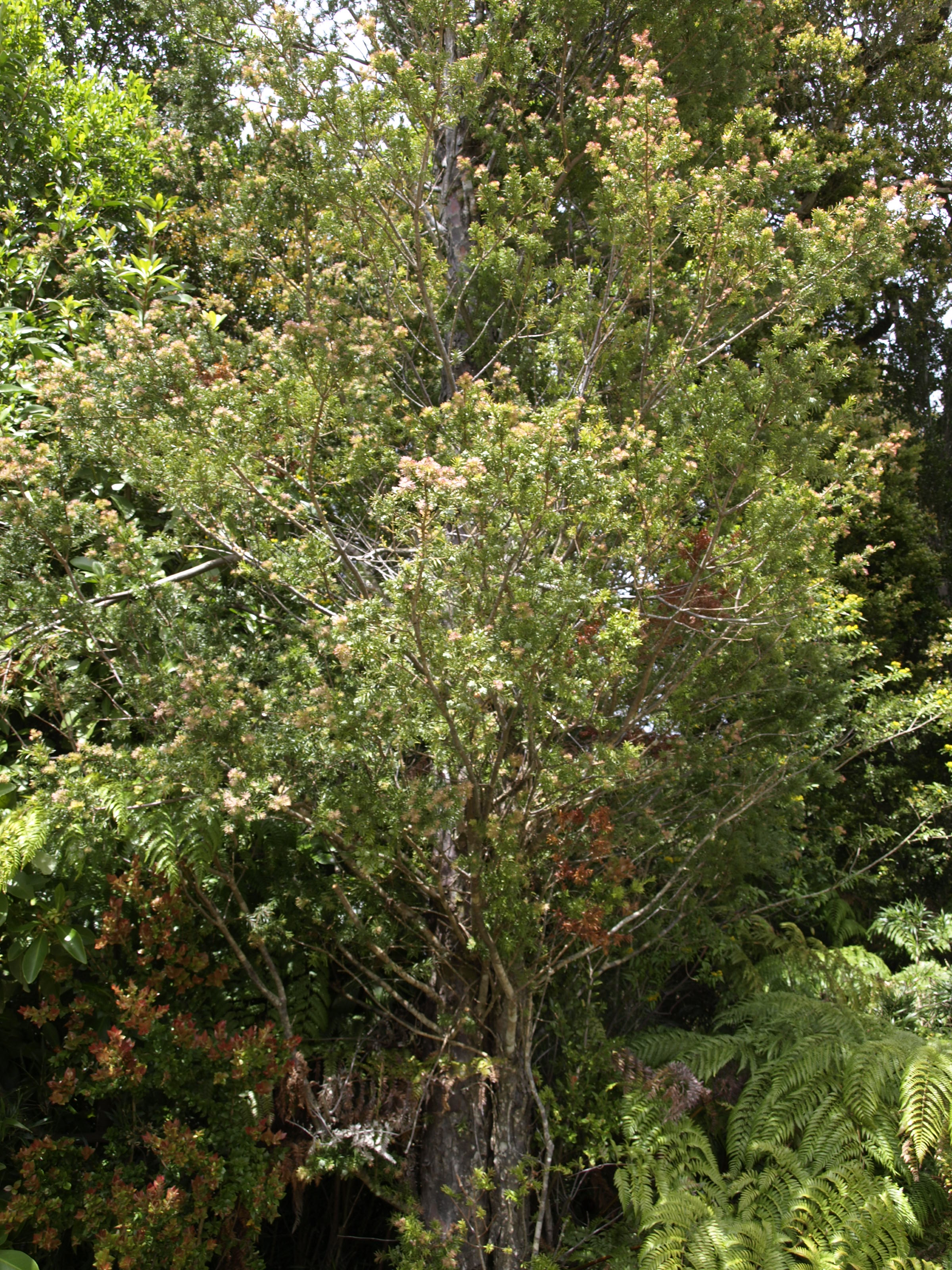
Saxegothaea conspicua al Parc Oncol, Valdivia (Xile).

És un arbre de mida mitjana, de copa piramidal i frondosa i creixement lent i longeu (pot assolir els 700 anys). Té una particular escorça de tocs castanys i violacis, i forma plaques que es desprenen amb facilitat. Les seves fulles són linears, rectes, mucronades i alternes d'uns 1-3 cm de longitud per uns 3 mm. d'amplada. Presenten una coloració verda fosca a l'anvers.
Els aments són cilíndrics, de 1-3 cm de longitud i axil·lars els cons femenins per contra són terminals, globoses, formades per fulles fèrtils triangulars. Floreix a la primavera (de novembre a desembre), la maduració dels cons femenins es du a terme de finals d'estiu a principis de tardor. El con femení quan madura és carnós, d'uns 7-15 mm de longitud i presenta vàries llavors a l'interior.

## Usos
La fusta del Maniú és relativament lleugera, de color groc i de bona qualitat. S'ha utilitzat per a la construcció i mobles. A l'hemisferi nord s'ha cultivat com a planta ornamental.

## Distribució i hàbitat
Present als Andes argentins en zones humides i anegades de les províncies argentines de Neuquén, Río Negro i Chubut. A Xile és més abundant, es fa des de Talca fins a Aysén i de nivell del mar fins als 1.000 msnm. És molt tolerant a l'ombra, gràcies a això pot habitar el sotabosc de la selva valdiviana. No forma masses boscoses pures; sol aparèixer de forma aïllada.

## Etimologia
- El nom del gènere, Saxegothaea, està dedicat al príncep Albert de Saxònia-Coburg Gotha, marit de la Reina Victòria I del Regne Unit. Fou mecenes de la ciència en aquella època i impulsor de la horticultura.[2]

- L'epítet conspicua és el femení de conspicuus, en català conspicu: que atreu l'atenció per si mateix, cridaner, remarcable...[3]